# Agfa Isoly
Mit Isoly bezeichnete Agfa eine 1960 vorgestellte Baureihe für Fotokameras für das Format 4x4 und den Rollfilm vom Typ 120. Die Modelle Junior, I, II und III unterschieden sich lediglich durch verschieden aufwändige Linsen und Verschlüsse.

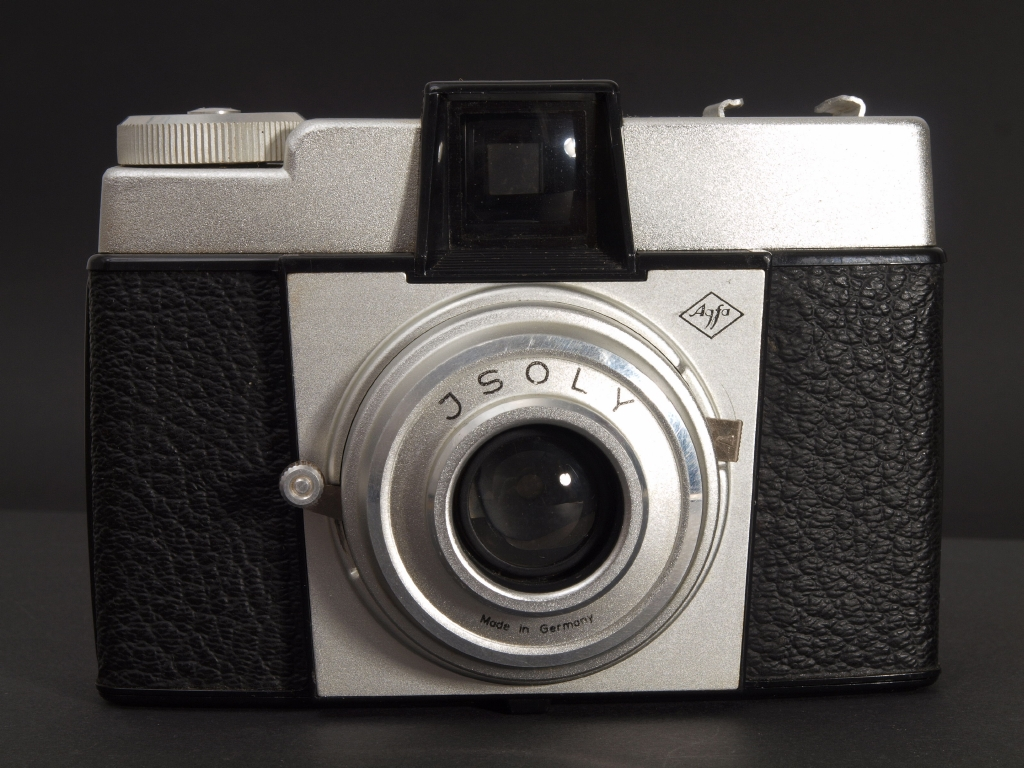
Agfa Isoly Typ 1100

## Konzept

### Filmformat
In den 1950er-Jahren verwendeten einfache Kameras noch das Format 6x9, dies vor allem, um mit Kontaktkopien einfach an Abzüge zu gelangen. Dieses Argument spielte aber eine zunehmend geringere Rolle, so dass man das Filmformat und damit die Kameras verkleinern konnte. Für die Agfa Isola wählte man bereits das Format 6x6 und für die Isoly ging man dann auf 4x4. Dies ermöglichte es, Dias im sogenannten „Superslide“-Format zu bekommen. Verglichen mit herkömmlichen Kleinbild-Dias waren sie ungefähr 1,7-mal so groß, das tatsächliche Format betrug 38 mm × 38 mm, konnten aber in gewöhnlichen Kleinbild-Apparaten projiziert werden.
Anstatt die Isoly für den Filmtyp 127 auszulegen, der damals schon immer weniger gebräuchlich war, wurde der Typ 120 genutzt, so dass die Negative einen breiten Rand aufwiesen. Das hatte daneben auch den wirtschaftlichen Vorteil, da beide Rollfilme den gleichen Preis hatten, auf einem Rollfilm 120 aber 16 Aufnahmen möglich waren, also vier Fotos mehr. Die Rollfilme 127 starben mit der Einführung der Kleinbildfirme langsam aus und waren schon in den 1960er Jahren immer weniger erhältlich.

### Gehäuse
Agfa war bereits mit der Isola auf ein Kunststoffgehäuse übergegangen, welches sich durch Spritzgießen kostengünstig herstellen ließ. Für das kleine Formate musste zwar die Optik genauer positioniert sein, die Großserienfertigung war aber inzwischen schon so präzise, dass man hierbei ohne teure Justagearbeiten auskam.

## Kamera

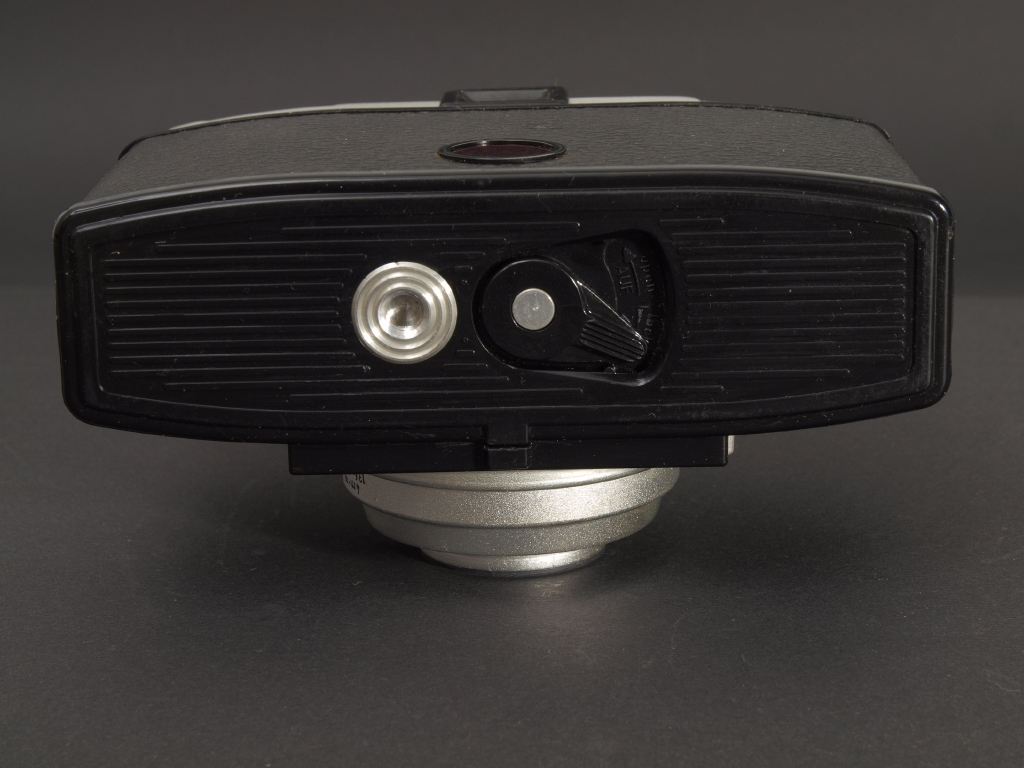
Unterseite mit Rückwandentriegelung

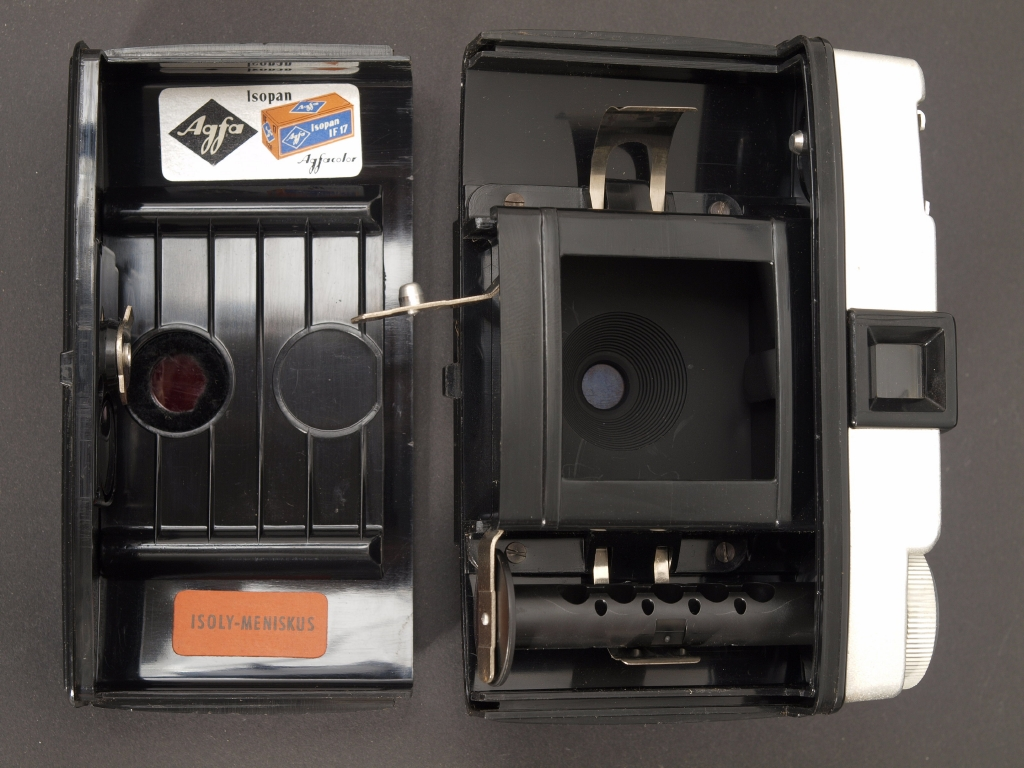
Abgenommene Rückwand

### Grundkonstruktion
Die Isoly verwendete ein Kunststoffgehäuse mit nach unten abziehbarem Rückteil. Am Kameraboden gab es hierzu einen großen Hebel, der zum Entriegeln umgelegt werden konnte. Dieses Gehäuse übernahmen später nur leicht modifiziert die Optima Ia und die davon abgeleiteten Silette-Modelle. Der Rollfilm erlaubte es, ohne ein mechanisches Bildzählwerk auszukommen, hierzu gab es einfach ein Fenster in der Rückwand, welches die auf dem Papier des Films aufgedruckte Bildnummer zeigte. Am Transportrad oben auf der Kamera musste solange gedreht werden, bis die nächste Zahl im Fenster erschien. Ein Film ermöglichte dabei 16 Aufnahmen.
Im Gegensatz zu Clack und Click sah die Isoly wesentlich moderner aus, mit ihrem flachen Gehäuse, das mit einer Metallkappe abschloss. Eine Besonderheit lag bei der Isoly I und Isoly Junior in der leicht gewölbten Filmebene entsprechend den Modellen Click und Clack, um den ein- und zweilinsigen Objektiven entgegenzukommen. Die Isoly II, III und Isoly-Mat besaßen eine Filmandruckplatte.
Alle Isoly-Kameras besaßen einen Blitzschuh mit elektrischen Kontakt.

### Isoly I
Bei der Isoly I für 37 DM handelte es sich bis zum Erscheinen der Junior um das Einstiegsmodell, es besaß nur ein Achromat f/8 mit 55 mm Brennweite als Objektiv. Der Verschluss bot mit 1⁄30 s und 1⁄100 s zwei Zeiten zuzüglich B für Langzeitbelichtungen.

### Isoly II
Die Isoly II kostete bereits 46 DM, bot dabei aber bereits das Dreilinser Agnar f/6,3 55 mm mit guter Abbildungsqualität. Der Nachfolger IIa unterschied sich durch ein Agnar f/5,6 mit unveränderter Brennweite.

### Isoly III
Die Isoly III bot für gerade einmal 69 DM bereits eine für die damalige Zeit erstaunliche Ausstattung, nämlich das lichtstarke Objektiv Agnar f/3,5 60 mm und den Verschluss Prontor 250 S, der entsprechend seinem Namen bis 1⁄250 s reichte, außerdem konnte man 1⁄30 s, 1⁄60 s, 1⁄125 s und natürlich B einstellen. Der Nachfolger IIIa wies ein Apotar f/3,9 60 mm auf mit einem Pronto-Verschluss. Apotar bezeichnete dabei eine aufwändigere, aber ebenfalls dreilinsige Konstruktion mit zwei verkitteten Linsen, die besser korrigiert waren, als die unverkitteten Agnar-Objektive.

### Isoly Junior
Die Isoly Junior kam 1961 als wirkliche Einstiegskamera dazu, kostete sie doch nur 25 DM. Dafür bot sie auch nur ein einlinsiges Objektiv f/11 55 mm mit entsprechend miserabler Abbildungsqualität. Weitere Einsparmöglichkeiten bot der direkt am Verschluss befindliche Auslöser, im Gehäusedeckel verblieb dazu ein (abgedecktes) Loch. Selbstverständlich gab es nur eine Belichtungszeit.

### Isoly Mat
Die Isoly Mat für 125 DM besaß eine eingeschränkte Automatik, im Gegensatz zur Optima konnte ihre Steuerung nicht Blende und Zeit, sondern nur die Blende beeinflussen. Der Verschluss arbeitete dabei stets mit 1⁄70 s, man konnte deswegen – abgesehen von Langzeitbelichtungen – nicht bei so wenig Licht fotografieren, wie mit der Optima, zumal es sich bei dem Objektiv nur um ein Color Agnar f/5,6 handelte. Die geringere Lichtstärke nahmen die Konstrukteure durchaus in Kauf, um eine größere Schärfentiefe zu erhalten, da die Entfernungseinstellung für eine unkomplizierte Handhabung mit drei Symbolen arbeitete. Mit der Brennweite von 55 mm gelang das gut. Für Blitzaufnahmen war jedoch auf der Unterseite des Objektives eine Metereinteilung vorhanden. Der Vorteil der Automatik lag in der genaueren Belichtung, was für Farb-, insbesondere Diafilme einen großen Nutzen brachte.
Am Objektiv der Isoly Mat gab es drei Hebel, einen mit den Stellungen B (für Langzeitbelichtungen), A (für Automatikbetrieb) und Blitz, dann arbeitete der Verschluss mit 1⁄30 s. Bei Blitz ließ sich der Blendenwert von 5,6 bis 22 verstellen, für die Automatik die Filmempfindlichkeit von ISO 10/11° bis ISO 250/25°.
Die eingeschränkte Belichtungssteuerung übernahm später die Isomat Rapid.
Bei der Isoly Mat musste der Verschluss im Gegensatz zu allen anderen Isoly Modellen nicht separat von Hand gespannt werden, sondern war selbstspannend.

### NatarixSet
Für Nahaufnahmen hielt Agfa das Set Natarix44 bereit, bestehend aus zwei Nahlinsen und einen Plexiglas-Keil als Sucherversatz für den Parallaxenausgleich.